# クロアチア語版ウィキペディア
クロアチア語版ウィキペディア（クロアチアごばんウィキペディア、クロアチア語: Wikipedija na hrvatskome jeziku）は、クロアチア語で編集されているウィキペディア。2003年2月16日に開設された。現在225,522本の記事が存在し、これまでに713万回編集されている。現在の登録利用者数は325,890人で、うち465人がアクティブ（Wikipediaで直近30日以内に活動）である。管理者数は14人。
2013年以降、クロアチア語版ウィキペディアは歴史否認主義やクロアチア独立国時代のウスタシャ体制下におけるジェノサイドの否定に基づくファシズム的世界観や反セルビア人・反LGBT言説のプロパガンダが展開されているとして、国際的な注目を浴びた。第二次世界大戦時の犯罪や悪事のみならず、現代のクロアチアの政治家や公人に関するホワイトウォッシングも、大量の信頼性に乏しい情報源を論拠として行われていた。
2014年を通じて、一か月間で100回以上編集した利用者の数は24人にも満たず、5回以上編集した利用者もわずか150人程度だった。750以上の記事が秀逸な記事 (クロアチア語: Izabrani članci)に指定されている。

## 分析（2011年）
2011年のクベルカとショシュタリッチの研究では、クロアチア語版ウィキペディアとクロアチア百科事典（フルヴァツカ・エンツィクロペディヤ。クロアチア政府が編纂した百科事典）が比較された。分析には24人の各分野の専門家が参加し、それぞれの専門分野について、情報性、正確性、情報量、記述の指向性といったパラメータをもとに検討を行った。分析された記事のカテゴリは、芸術・文化、歴史・伝記、医学・健康、技術・実用科学、地理、宗教、自然科学、数学・論理学、哲学、スポーツ・社会、社会科学という11種である。各記事は機械学習を用いてこれらのカテゴリへソートされ、tf–idfを用いて内容の特徴の重みが計算された。250件の主題、すなわち計500記事がランダムに選ばれ、それぞれのカテゴリに振り分けられるという標本調査が行われた。
いずれのサンプルにおいても、記述された事実の抜き出しは手作業で行われた（クロアチア百科事典では3,015件、クロアチア語版ウィキペディアでは3,315件）。事実記述の誤りの数を比較すると、クロアチア百科事典対クロアチア語版ウィキペディアが1:2.25という比であった。カテゴリごとに見ると、ほとんどの誤りは「哲学」カテゴリにあり、平均して10記事に2か所程度誤りがあった。唯一、自然科学カテゴリではクロアチア語版ウィキペディアとクロアチア百科事典の誤りの比が1.25:0.75となり、ウィキペディアが勝る結果となった。大きな誤りの比は21:12、細かな誤りの比は34:23となった。概してクロアチア語版ウィキペディアでも細かな誤りの割合が低いということになるが、社会カテゴリと自然科学カテゴリは例外で、いずれも3:1という比になっていた。
信頼性の分析では、クロアチア語版ウィキペディアは74％が正確であり、11％に細かな誤りがあるという結果が出た。大きな事実記述の誤りが見つかったのは5％で、4％には大きな誤りと細かな誤りがいずれも存在していた。全体として85％が「満足できる」（誤りが無いか細かなミスしかない）と判断されたが、これはクロアチア百科事典の92％には劣る数字であった。十分な情報量を備えていると判断された記事の割合は、クロアチア語版ウィキペディアが40％、クロアチア百科事典が62％であった。情報不足とされた記事の割合はそれぞれ16％、5％であり、いずれもクロアチア百科事典に軍配が上がった。客観的な中立性を分析すると、中立的であるとみなされた記事はクロアチア語版ウィキペディアで91％、クロアチア百科事典で98％であった。偏向していると判断された記事はクロアチア語版ウィキペディアで2％、クロアチア百科事典で0件であった。また、レビューを行った専門家たちが主観的に判断したところによると、クロアチア百科事典の記事のうち53％は好ましいと判断されたのに対し、ウィキペディアでは19.5％であった。そして質的にクロアチア百科事典に比肩すると判断された記事は27％に留まった。

## 右翼バイアス論争

### メディアの反応

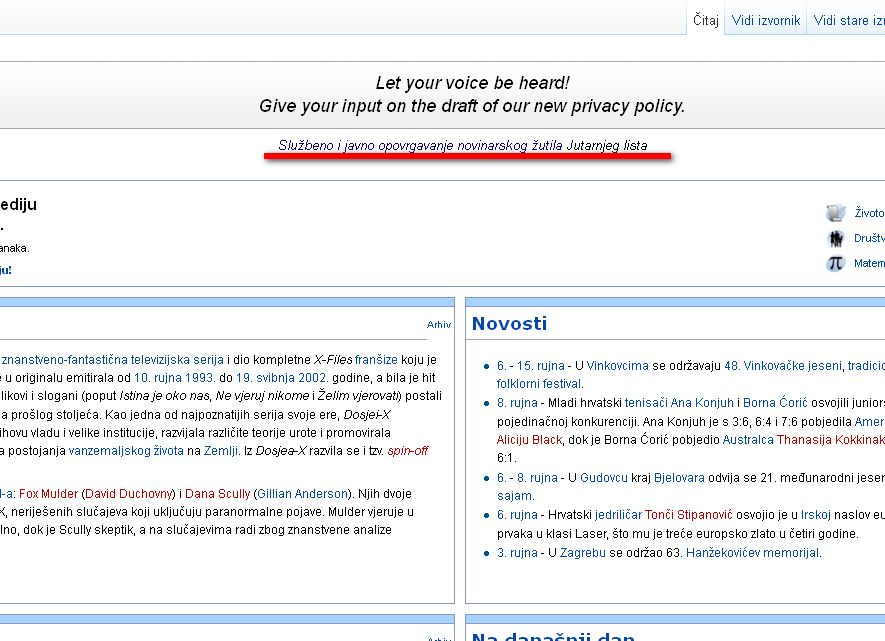
クロアチア語版ウィキペディアに表示された「『ユタルニイ・リスト』紙による、イエロー・ジャーナリズムに対する公式で公的な反駁」へのリンク

2013年9月、クロアチア語版ウィキペディアの管理者や執筆者たちの右翼的バイアスに対する批判がメディアで高まり始めた。発端となったのは、この問題への関心を惹起するために投稿された、Razotkrivanje sramotne hr.wikipedije (「hr.wikipedia（クロアチア語版ウィキペディア）の不名誉の暴露」) と題されたFacebookのページであった。スプリト大学教授でユタルニイ・リスト紙のコラムニストでもあるユリツァ・パヴィチッチによれば、2009年に「小規模な保守主義的管理者のグループ」によるクロアチア語版ウィキペディアの乗っ取りが徐々に始まった。彼らは「論争のあるトピックでリベラルあるいは穏健な意見」を示した利用者を投稿ブロックしていった。ウスタシャ体制が犯した犯罪の希薄化や否定、あるいは反ファシズムを一種の全体主義と見なすといった歴史修正主義的バイアスが関わっていたことが報告されている。また、クロアチアに住むセルビア人やLGBTに対する差別意識もあった。バイアスのかかったセクションを除去しようとした編集者は管理者たちから攻撃を受け、ただちに様々な口実の下で永続的な投稿ブロックを受けた。この問題はクロアチアの日刊紙ユタルニイ・リストに取り上げられ、2013年9月11日に紙媒体の1面で報じられた。

### クロアチア政府の反応
ユタルニイ・リスト紙の報道から2日後、クロアチア科学・教育・スポーツ相ジェリコ・ヨヴァノヴィチが国内の学生・生徒にクロアチア語版ウィキペディアの使用を避けるよう呼びかけた。ノヴィ・リスト紙のインタビューで、ヨヴァノヴィチは「ウィキペディアが表することができる、そしてそうすべき、知識の源としての開放性と妥当性という考え方は、完全に信用を失った……。それは確実に、ウィキペディアの創設者たちやこの媒体を使って知識を共有してきた世界中の膨大な人々の目指してきたゴールではない。クロアチアの生徒たち、学生たちはこれに道を誤らせられていた、それゆえ私たちは彼ら（生徒・学生）に注意を呼びかけねばならぬのだが、不幸にも、ウィキペディアのクロアチア版の大部分が疑わしいのみならず、同時に明らかな偽物を含んでおり、それゆえ彼ら（生徒・学生）に、英語版ウィキペディアなど他の世界の多数言語版を含む、より信頼できる情報源を用いるよう求めるのだ。」と述べた。また、ヨヴァノヴィチはクロアチア語版ウィキペディアの編集者たちに対しても、「クロアチア語のウィキペディアを編集する権利を強奪した少数派グループ」と呼びかけ言及している。
ウィキペディア共同創設者ジミー・ウェールズは、クロアチア語版ウィキペディアに対して寄せられた批判は「新しいものではない」としつつ、ヨヴァノヴィチの批判は由々しきものであると認めている。また、ウェールズは個人的意見として、同じセルボ・クロアチア語で書かれているクロアチア語版とセルビア語版のウィキペディアが並立しているのは間違っていると繰り返し主張している。

### 歴史家の意見
2013年、ユライ・ドブリラ大学プーラの歴史学の教授ロベルト・クレリッチは、オンライン紙Index.hrのインタビューに対し「クロアチア語版ウィキペディアは、管理者たちが誤った、捻じ曲げられた事実を伝えて己の政治信条を推進するために使われた道具に過ぎない」と述べた。彼はクロアチア語版ウィキペディア上の2つの記事を実例として挙げた。1つ目はIstrijanstvo (イストリアの地域主義)で、これは「クロアチア人の数を少なく偽装しようとする動き」と評した。2つ目はantifašizam (反ファシズム)で、クレリッチはこの記事が本来の意味とは逆の定義が為されていると評している。その上でクレリッチは「より多くの人がウィキペディアに関わり、執筆を始めるのがよい」と指摘している。というのも、「管理者たちはウィキペディアの主な利用層である高校生や大学生を食い物にして彼らの意見や態度を塗り替えようとしており、それが重大な問題を引き起こしている」からだという。
また2013年には、ザグレブ大学人文・社会科学部の歴史家スニェジャナ・コレンが、クロアチア通信社のインタビューに対し、論争になっている記事を「バイアスと悪意がかかっていて、一部の内容は無学によるものである」と評した。さらに彼女は「これらは周縁の組織や運動のページで観られるような記事だが、このようなものがウィキペディアに占める場所はないはずだ」と述べ、記事執筆者の善悪判断の能力に疑義を呈している。コレンは、このような筆致の潜在的な意図は、ナチス・ドイツの傀儡政権クロアチア独立国の復権であり、「このような運動はウスタシャ運動と呼ぶほかない」と結論付けている。
顕著な歴史修正主義・歪曲がみられるクロアチア語版ウィキペディアの記事の代表例が、ヤセノヴァツ強制収容所 (hr:Koncentracijski logor Jasenovac)である。問題となった時期のクロアチア語版では、この強制収容所を「採集所」あるいは「労働所」と表現し、そこで展開された犯罪や犠牲者数を隠し、「右翼メディアと個人ブログ」を出典と称して「膨大な数」の脚注をつけていた。ザグレブ大学人文・社会科学部の歴史家フルヴォイェ・クラシッチは、2018年にバルカン・インサイトにおいて「ヤセノヴァツは労働キャンプとしての一面もあるが、それだけに触れるのはミスリーディングである」と主張している。「ヤセノヴァツを単に採集・労働キャンプと説明するのは、ウスタシャのプロパガンダと『同じ言葉を使っている』」のであり、「いくらかの記事とトピックは、極めてナショナリズムの性格、そしてあえて言うなら、親ウスタシャ感情が強調された、完全な（クロアチア語版ウィキペディアの）修正主義者の作法で書かれている。」と述べた。

### 2021年
2021年、ウィキメディア財団は論争ある記事の検討をさらに進めるべく、偽情報評価者(Disinformation evaluator)の求人広告をクロアチア語版ウィキペディアに出した。
2021年3月、一連の問題に関与したと考えられるグループを管理者陣から締め出すための対処がとられた。彼らの中には、クロアチアのメディアに名が出ている者もいた。またそのうちの一人は、よく知られた極右ウェブポータル編集者であったことが発覚した。
2021年6月、ウィキメディア財団はクロアチア語版ウィキペディア偽情報アセスメント(Croatian Wikipedia Disinformation Assessment)を公開した。

## 関連文献
- “Hrvati koji pišu najveću svjetsku enciklopediju” (クロアチア語).  Jutarnji list (2007年2月18日). 2012年10月21日時点のオリジナルよりアーカイブ。2021年9月28日閲覧。
- Tanja Simić (2005年12月12日). “Hrvatski junaci Wikipedije” (クロアチア語). Nacional. 2012年7月7日時点のオリジナルよりアーカイブ。2012年7月7日閲覧。